# 동량초등학교
동량초등학교는 충청북도 충주시 동량면 조동리에 있는 공립 초등학교이다.

## 학교 연혁
- 1931년 4월 27일 동량공립보통학교 개교
- 1938년 4월 1일 동량공립심상소학교로 개칭
- 1941년 4월 1일 동량공립국민학교로 개칭
- 1984년 3월 10일 병설유치원 개원
- 1992년 2월 29일 지동분교장 통합
- 1995년 2월 28일 하천분교장 통합
- 1996년 3월 1일 동량초등학교로 개칭
- 1999년 8월 31일 서운분교장 통합
- 2021년 1월 8일 제86회 졸업식 9명 졸업(졸업생 누계 4,696명)
- 2021년 3월 1일 7학급 편성(특수 1학급), 병설유치원 1학급
- 2021년 9월 1일 제34대 김현도 교장 취임
- 2023년 4월 24일 학생인원수 57명

## 참고 자료
- 동량초등학교 - 한국교육학술정보원 학교알리미